# Тарговицка конфедерация
Тарговицката конфедерация (полски:Konfederacja targowicka) е съюз на полските магнати, насочен срещу реформите, приети от Високосния Сейм от 1788 – 1792 година, включително приемането на Конституцията на Жечпосполита от 1791. Конфедерацията е създадена 14 май 1792 в селото Тарговица (днес в област Кировоград, Украйна).

## Създаване на политическия съюз
Конституция на от 3 май 1791 г. има за цел да се преодолее дългосрочната политическа нестабилност в Полша и да се създаде една силна държавна система, която ще даде отпор на влошеното състояние и да го предпази от исковете на мощните съседи Прусия, Русия и Австрия, За тези страни, както и за част от шляхтичката партия, която е в състояние да се възползва от слабостта на държавата новата конституция не е изгодна.
Между недоволните от Конституцията от 3 май се отличават Феликс Потоцки и Северин Ржевуски. Към момента на публикуването на конституцията и двамата са били в чужбина, и двамата решително отказват да се закълнат във вярност към нея. През юли 1791 Потоцки декларира пред княз Потьомкин и секретаря на щаба му Василий Попов плана си да се направи конфедерация срещу конституцията на 3 май и иска военна помощ за делото от руската императрица.
Екатерина II в този момент е заета с войната с Турция и не се решава бързо и решително да се противопостави на стабилността в западните си територии. Руският посланик в Полша Булгаков е инструктиран да подкрепя само полските партии, верни на руските интереси. След сключването на мира с Турция Потоцки тайно посещава къщата на Ржевуски в Санкт Петербург през март 1792. Договорено е, че недоволните от конституцията полски магнати ще се конфедерират и императрицата ще изпрати войски в родината им. Всички организационни дейности следва да се извършват в пълна тайна: полският пратеник в Санкт Петербург Деболи научава само че те роптаят против конституцията. След като получават от Екатерина II властта да направят противоконституционен политически съюз в Полша, двамата заговорници се отправят към Подолието,

## Конфедерацията в действия
На 14 май 1792 Потоцки, Ржвеуски, Франтишек Браницки и генерал Косаковски се срещат тайно в селцето Тарговица близо до Уман. Те изготвят прокламация, според която се обявяват против Конституцията от 3 май 1791 и я адресират до Екатерина II с молба да помогне за възстановяване на стария ред в страните от Общността. За маршал на новосъздадената конфедерация е избран Феликс Потоцки, а останалите заговорници получават ранговете на велик хетман и пълен хетман, с което заявяват готовността си за военни действия. Неподчиняващите се и противопоставящи се на Конфедерацията са обявени за врагове на отечеството. Трибунали, комисии и всякакъв вид съдебни институции, действащи в страните от Общността, сс счетени за отменени. В замяна на това са създадени конфедеративни съдилища за престъпления срещу държавата. Сеймът, създал Конституцията от 3 май, е обявен за незаконен, и самия акт на съставяне на конституция е наречен заговор.
На 18 май 1792 Булгаков връчва на полското правителство декларация, в която е посочено, че поради разрива между Полша, съседните страни и „истинските полски патриоти“ се насърчават „щедрите усилията на императрицата да върне свободата и законността в Жечпосполита“. В деня на представянето на декларацията руските войски под командването на генерал-аншеф Михаил Каховский в четири колони нахлуват от Бесарабия в Полша.

### Универсалии
В обръщенията си към хората Тарговицките конфедерати изтъкват за своя цел да защитят стария оригинален държавен ред в страните от Общността и да подкрепят Златните свободи на шляхтата, унищожени от конституцията на 3 май. На 30 май те оправдават навлизането в границите на Общността на руската армия. На 3 юни седалището на конфедерацията е прехвърлено в Уман, а на 9 юни – в Tулчин, Издадена е нова директива, изискваща всички печатници в страните от Общността да не публикуват нищо обидно към конфедерацията. Граждани, опълчили се на конфедерацията следва да бъдат арестувани и изправени пред съд; анулирани са всички актове на Високосния Сейма, а също така и данъците, наложени от него. 

## Присъединяването на краля към конфедерацията
Руските сили продължават напредването си през Волин дълбоко в Общността. Полско-литовските войски претърпяват поражение от ветераните от турската война. Конфедератите парализират икономическите сили на противниците си и много приходи се сега отиват в хазната на конфедерацията. Противниците на Конфедерацията и руската интервенция повеждат преговори с помощта на Турция, Австрия и Прусия, но тези преговори не довеждат до нищо. Най-ревностните противници на Русия Игнаци Потоцки и Колонтаите са принудени да искат помирителна политика с Русия.
Крал Станислав Август Понятовски влиза в преговори с отдавнашната си покровителка Екатерина II, като предлага да се назначи за наследник на полския престол внукът ѝ Константин Павлович. Императрицата оставя това предложение без отговор и настоява Станислав да се присъедини към конфедерацията от Тарговица. След много колебание, Станислав Август изпълнява това изискване през юли 1792. Съветниците му, протестирали срещу това сливане (т.нар. акцес), са прогонени от родината си и се заселват в Дрезден.
Новината за акцеса е приета в редовната полска армия с възмущение. Когато трябва да се присъединят към конфедерацията някои от офицерите като Понятовски, Косцюшко, Забело, Зайончек, Mакрановски подават оставка. Войската на короната попада под управлението на хетмасните Браницки и Ржевуски, а литовците – под ръководството на новоназначения хетман Косаковски. На 9 август в Дубна се състои среща на конфедерацията, която изпраша делегати до столицата Варшава с призив цялото население да се закълне във вярност към конфедерацията. Съдилищата са възстановени във формата, в която те са съществували до 3 май 1791. Затворен е вестник „Газета Народова“ заради критики срещу конфедерацията.

## Втора подялба на Полша
Конфедерацията управлява деспотично: нейните управници – тарговичаните и съветници са обявени под ничия юрисдикция. Хората, които казват нещо, което не е във възхвала на Конфедерацията са изправени пред съда. С кралят се държат арогантно, а понякога и напълно го игнорират.
С избора на мястото им на пребиваване в Брест-Литовск Общата конфедерация настоява, че полските посланици в чуждестранните дворове да дават доклад на Конфедерацията. С руските войски имаше дребни недоразумения, но в действителност конфедерация се опира на тях и те са господари на Жечпосполита. Отечествена партия за момента утихва.
По това време е имало преговори между Прусия, Русия и Австрия за втората подялба на Общността на нациите. Въпреки че преговорите са били проведени в тайна, чрез пресата изтичат слухове за плановете на съседните държави. Тарговичани са разтревожени, но от Санкт Петербург пристига успокоителен отговор. Не се вземат никакви мерки за предотвратяване на делбата, дори когато краля на Прусия въвежда своите войски в Полша. 
Пруският и руският посланици действат решително. и произволно върху различните аспекти на вътрешното управление на Полша. Конфедерацията започва да става пречка и е предложено тя да се закрие да го унищожи, но Еактерина Велика препрепоръчва само мерки за отслабването ѝ. Дейностите на посланиците са в подготовка на Декларацията за Втората делба на Общността на нациите. В крайна сметка тя е обявена от генерал Кречетников в град Полонное, област Волин. След Русия същото прави и кралят на Прусия.
За Конфедерацията това е пълна изненада. Някои от членовете на конфедерацията, като Ржевуски, стават ревностни противници на Русия, но други кротко приемат факта. На 27 май 1793 шляхтата е свикана по местните сеймове, а на 17 юни – на Сейма в Гродно, където признава втората подялба на Полша.

## Премахването на конфедерацията
Със свикването Гродненския Сейм започва подготовката за активно унищожаване ненужната вече Тарговицка конфедерация. Отнет ѝ е постепенно целия контрол, заседанията са забранени, спира се образуването на нови местни конфедерации. Конфедеративните съдилища, обаче, са оставени.
На 15 септември 1793 е издаден акт за разпускането на конфедерацията и е одобрен единодушно в Сейма. По името на сейма в Гродно е основана Гродненска конфедерация, която да запази сигурността и собствеността на всички граждани. Някои от членовете на Сейма се подписват с уговорката, че влизат в конфедерацията с цел грижа за целостта и политическата свобода в Общността.
Политическите събития в умиращото Полско-литовско обединено кралство довеждат до задълбочаваща се нестабилност, преципитирала в серия от въстания и повече от век борба за полска независимост. Tерминът targowiczanin и до днес е синоним н предател в полския език.